# Umschriebene Entwicklungsstörung
Unter einer umschriebenen Entwicklungsstörung (auch Teilleistungsstörung) versteht man eine im Vergleich zu Gleichaltrigen deutlich verzögerte oder fehlende Ausbildung bestimmter physischer oder kognitiver Merkmale. Die Beeinträchtigungen beziehen sich auf die Bereiche der Motorik, der Sprache sowie der schulischen Fertigkeiten (Lesen, Rechtschreiben, Rechnen). Umschriebene Entwicklungsstörungen werden abgegrenzt von sogenannten Entwicklungsverzögerungen, welche meist nur vorübergehend auftreten.

## Definition nach ICD-10
Umschriebene Entwicklungsstörungen werden in der ICD-10 unter den Kategorien F80-F83 angeführt. Alle dieser Störungen haben drei gemeinsame Kriterien:
1. Die Störung muss bereits im Kleinkind- oder Kindesalter beginnen.
2. Die Entwicklungseinschränkungen basieren auf der biologischen Reifung des Zentralnervensystems.
3. Der Verlauf der Störung ist kontinuierlich, also ohne Remissionen.[3]

Der Begriff der umschriebenen Entwicklungsstörungen umfasst nicht:
- Intelligenzminderungen oder globale Entwicklungsstörungen
- Neurologische Erkrankungen
- Strukturelle Schädigungen des Zentralnervensystems
- Entwicklungsstörungen durch Vernachlässigung, Misshandlung oder inadäquate Erziehung
- Seh- oder Hörbehinderungen[4]

## Definition nach ICD-11
Die umschriebenen Entwicklungsstörungen der ICD-10 werden in der ICD-11 als neuromentale Entwicklungsstörungen bezeichnet. Diese werden definiert als Verhaltens- und kognitive Störungen, die während der neuromentalen Entwicklung entstehen. Sie verursachen erhebliche Schwierigkeiten im Erwerb und der Ausführung bestimmter intellektueller, motorischer, sprachlicher und sozialer Funktionen. Neuromentale Entwicklungsstörungen werden in der ICD-11 unter den Kategorien 6A00-6A06 angeführt.
Folgende Entwicklungsstörungen werden unterschieden:
- Störungen der Intelligenzentwicklung
- Störungen der Sprech- oder Sprachentwicklung (ICD-10: Umschriebene Sprachentwicklungsstörungen)
- Autismus-Spektrum-Störung
- Lernentwicklungsstörung (ICD-10: Umschriebene Entwicklungsstörungen schulischer Fertigkeiten)
- Entwicklungsstörung der motorischen Koordination (ICD-10: Umschriebene Entwicklungsstörungen der motorischen Funktionen)
- Aufmerksamkeitsdefizit- und Hyperaktivitätsstörung
- Stereotype Bewegungsstörung[5]

## Formen und Bereiche umschriebener Entwicklungsstörungen
Umschriebene Entwicklungsstörungen können in drei unterschiedlichen Teilbereichen auftreten. Die Probleme betreffen entweder die Sprache, die Motorik oder schulische Fertigkeiten (Lesen, Rechtschreiben, Rechnen). Es können auch kombinierte Entwicklungsstörungen in mehreren Teilbereichen auftreten.

### Umschriebene Sprachentwicklungsstörungen
Sprachentwicklungsstörungen liegen vor, wenn der Spracherwerb signifikant vom normativen Entwicklungsverlauf abweicht. Die Sprachprobleme haben keine neurologischen oder sensorischen Ursachen und sind mit keiner Intelligenzminderung verbunden. Die Auffälligkeiten äußern sich meist in den ersten zwei bis drei Lebensjahren und können bis ins Jugend- und Erwachsenenalter persistieren. Bemerkt werden die Probleme zumeist im Vor- und Grundschulalter. Bei Kindern bis zum dritten Lebensjahr spricht man von einer Sprachentwicklungsverzögerung, da die Sprachdefizite bis zu diesem Alter noch aufgeholt werden können. Demnach wird vor dem dritten Lebensjahr keine Diagnose für eine Sprachentwicklungsstörung gestellt. Ungefähr 6-8 % aller Kinder leiden unter einer Sprachentwicklungsstörung, wobei die Prävalenz bei Jungen ca. doppelt so hoch ist, wie bei Mädchen. Betroffene Sprachbereiche der Störung umfassen die Prosodie (Sprechmelodie und Sprachdynamik), die Phonologie (Lauterkennen, -unterscheiden, -zusammenfügen), die Grammatik, das Lexikon (Wortschatz und Wortbedeutung) sowie die Syntax (Satzbau und Struktur). Grundsätzlich kann man diese Sprachprobleme in drei unterschiedliche Teilstörungen untergliedern:
- Artikulationsstörung (auch Dyslalie): Dabei haben die Kinder Probleme, Wörter und Sätze richtig auszusprechen. Die Sprachfähigkeiten liegen allerdings im Normalbereich.[3]

- Expressive Sprachstörung: Kinder mit einer expressiven Sprachstörung haben Schwierigkeiten im Sprachausdruck. Im Gegensatz zu Gleichaltrigen beginnt das Kind deutlich später zu sprechen und verfügt über einen geringeren Wortschatz. Es hat Probleme dabei, grammatikalisch korrekte Sätze zu bilden oder inhaltlich das auszusagen, was es möchte. Manche Kinder haben auch Schwierigkeiten dabei, einzelne Laute zu bilden.[6] Das Sprachverständnis der Betroffenen ist unauffällig. Eine expressive Sprachstörung kann mit Problemen in der Artikulation verbunden sein.[3]
- Rezeptive Sprachstörung: Kinder mit einer rezeptiven Sprachstörung haben Probleme beim Sprachverständnis. Betroffenen fällt es demnach schwer, andere verbal zu verstehen. Oft zeigt sich dies darin, dass die Kinder einfachen Aufforderungen nicht folgen oder unangemessene Reaktionen in der Kommunikation zeigen.[6] In fast allen Fällen zeigen die Kinder auch Defizite in der expressiven Sprachentwicklung. Auch zusätzliche Schwierigkeiten in der Wort-Laut-Produktion sind verbreitet.[3]

### Umschriebene Entwicklungsstörungen schulischer Fertigkeiten
Entwicklungsstörungen der schulischen Fertigkeiten beziehen sich auf Schwierigkeiten beim Lesen (Dyslexie), Rechtschreiben (Legasthenie) oder Rechnen (Dyskalkulie). Die Störung ist keine Folge eines Lernmangels oder einer Intelligenzminderung. Manche Kinder haben nur in einem der drei Teilbereiche Probleme, wobei andere Kinder in mehreren oder sogar allen Bereichen Einschränkungen aufweisen. Vor allem Schwierigkeiten beim Lesen und Rechtschreiben treten häufig in Kombination mit Sprachentwicklungsstörungen auf.

#### Lese- und/oder Rechtschreibstörung
Mit diesem Begriff werden zwei Entwicklungsstörungen zusammengefasst. Man unterscheidet eine kombinierte Lese- und Rechtschreibstörung sowie eine isolierte Rechtschreibstörung. Kinder mit einer Lese- und/oder Rechtschreibstörung haben Probleme, Laute zu unterscheiden und sie zusammenzufügen. Dies resultiert in vielen Lesefehlern. Im Laufe der Entwicklung ist vor allem die Lesegeschwindigkeit eingeschränkt. Im Bezug auf das Rechtschreiben zeigen die Kinder trotz intensiver Bemühungen eine hohe Anzahl an Rechtschreibfehler. Sie können Groß- und Kleinschreibung nicht unterscheiden und haben Probleme bei der Wortstammschreibung (z. B. Muter statt Mutter), bei der Auslautschreibung (z. B. Berk statt Berg) oder bei der Schreibung von Konsonantenhäufungen (z. B. Schtrand statt Strand). Die Defizite können nicht durch Sehstörungen oder unzureichende Beschulung erklärt werden. Die Prävalenz dieser Störungen liegt bei jeweils 3-4 %.

#### Rechenstörung
Kinder mit einer Rechenstörung haben erhebliche Schwierigkeiten im Bereich Mathematik. Im Vordergrund stehen Defizite im Mengenverständnis (z. B. 6 Äpfel sind mehr als 3 Äpfel), in der visuell-räumlichen Zahlenvorstellung (z. B. auf einem Metermaß ist der Abstand zwischen 2 und 5 cm kleiner als zwischen 2 und 50 cm) und in der Umsetzung von Ziffern in die Sprache (z. B. Ziffer 5 und das Wort fünf). Den Kindern fällt es außerdem schwer, die Grundrechenarten zu erlernen oder mathematische Textaufgaben zu lösen. Die Prävalenz liegt bei 2-8 %.

### Umschriebene Entwicklungsstörungen der motorischen Funktionen
Kinder mit motorischen Entwicklungsstörungen (auch Dyspraxie genannt) zeigen ein nicht altersgemäßes Bewegungsverhalten der motorischen Koordination und haben Probleme dabei, grob- und feinmotorische Fähigkeiten zu erwerben. Im grobmotorischen Bereich haben die Kinder oftmals Probleme beim Gehen oder Laufen und bewegen sich allgemein deutlich unsicherer als andere gleichaltrige Kinder. Weiters fällt es ihnen schwer, das Gleichgewicht zu halten. Sie stolpern häufig oder lassen Gegenstände fallen. Auch beim Spielen können sich grobmotorische Probleme bemerkbar machen, indem die Kinder beispielsweise sehr ungeschickt beim Werfen oder Fangen eines Balles sind. Feinmotorische Einschränkungen machen sich beim Schreiben, Malen oder Basteln bemerkbar. Die Kinder sind ungeschickt beim Hantieren mit der Schere oder anderen Werkzeugen und haben oftmals Probleme dabei, Papier zu falten. Häufig ist auch ihre Handschrift nur schwer zu entziffern. Entwicklungsstörungen in der Motorik fallen meist ab einem Alter von drei bis fünf Jahren auf. Eine sichere Diagnose kann erst ab dem fünften Lebensjahr gestellt werden. In schweren Fällen wird die Störung bereits zwischen drei und vier Jahren gestellt. Die Prävalenz liegt zwischen 5 und 6 %. Häufig treten die motorischen Auffälligkeiten in Verbindung mit anderen Störungen auf, wie z. B. Störungen der Aktivität und Aufmerksamkeit, der Sprache oder Teilleistungsstörungen (Lese- und Rechtschreibstörungen).

## Ursachen
Grundsätzlich ist eine Entwicklungsstörung Folge von einer defizitären Funktionalität in bestimmten Gehirnarealen. Die Ursachen für eine solche Störung können vielfältig sein. Die wichtigsten Einflussfaktoren sind:
- Genetische Einflüsse: Vor allem bei der Entwicklung des Nervensystems ist die genetische Komponente zentral.[15] Aktuelle Studien definieren bestimmte Chromosomen, die offensichtlich an der Entstehung von Entwicklungsstörungen beteiligt sind. Auch Stammbaumanalysen und Zwillingsstudien stützen die genetische Disposition für umschriebene Entwicklungsstörungen.
- Hirnschädigungen: Eine Hirnschädigung kann unterschiedliche Ursachen haben. Sie kann u. a. durch Entzündungen, Traumen, Intoxikation, Tumoren oder Hirndruck entstehen. Diese Schädigungen können mit Störungen gewisser menschlicher Fähigkeiten und Funktionen einhergehen. Vor allem bei Sprachentwicklungsstörungen zeigt sich ein Zusammenhang zwischen Hirnschädigungen in bestimmten Gehirnarealen und den Störungen in der Sprache.
- Hirnreifung: Vor allem bei Sprachentwicklungsstörungen wird ein Zusammenhang mit einer Verzögerung der Entwicklung relevanter Gehirnareale diskutiert. Im Vordergrund stehen dabei Störungen der auditiven Wahrnehmung und Merkfähigkeit sowie der motorischen Koordination.[16]
- Pränatale Einflüsse: Auch Schädigungen des Fötus während der Schwangerschaft können zu späteren Beeinträchtigungen in der Entwicklung führen. Diese Schäden können durch Infektionen, Medikamente, Alkohol, Nikotin oder andere psychotrope Substanzen entstehen. Auch Komplikationen während der Geburt (z. B. Frühgeburt oder Sauerstoffmangel bei der Geburt) können problematisch sein.[17]
- Psychosoziale Einflüsse: Dieser Bereich umfasst vor allem Umweltfaktoren und Erfahrungen, welche Auswirkungen auf die Entwicklung von Kindern haben können.[11] Diese psychosozialen Einflüsse wirken auf die Lernentwicklung der Kinder und modifizieren die Symptome der Entwicklungsstörung. Es wird jedoch ausgeschlossen, dass diese Faktoren per se ursächlich für die Entstehung einer Entwicklungsstörung sind. Sie nehmen lediglich eine modulierende Rolle ein.[16]

## Folgen für Betroffene
Wie sich eine Entwicklungsstörung auf das Individuum auswirkt, ist abhängig davon, welche Störung vorliegt und wie stark die Einschränkungen durch diese sind.
Entwicklungsstörungen können vor allem das Selbstwertgefühl sowie das Selbstbewusstsein der Betroffenen negativ beeinflussen. Die Kinder merken, dass sie einige Dinge nicht so gut können wie ihre Peers. Dadurch fühlen sie sich oftmals überfordert und bekommen das Gefühl vermittelt, mit ihnen stimme etwas nicht. Kinder mit Entwicklungsstörungen zeigen häufig eine erhöhte Reizbarkeit, Unruhe und Impulsivität. Die Konzentration und Aufmerksamkeit ist oft vermindert. Viele Betroffene werden gehänselt und haben Schwierigkeiten, Freundschaften zu schließen. Die Kinder zeigen vermeidendes Verhalten, indem sie schwierigen Situationen und Tätigkeiten aus dem Weg gehen. Ein Großteil der Betroffenen hat Probleme, die Schule abzuschließen oder sich im späteren Berufsleben zurechtzufinden.

## Diagnostik
Auffälligkeiten in der Entwicklung werden oft in der Schule oder auch von einem Kinderarzt im Laufe von regelmäßigen Untersuchungen entdeckt. Um sicherzustellen, dass tatsächlich eine Entwicklungsstörung vorliegt, bedarf es einer ausführlichen diagnostischen Untersuchung. Diese wird unter anderem von (klinischen) Psychologen, Ärzten und Therapeuten angeleitet. Im Zuge der Entwicklungsdiagnostik werden nicht nur leistungsbezogene Daten der Kinder erhoben, sondern auch neurologische Testungen durchgeführt sowie relevante Informationen des biopsychosozialen Kontextes eingeholt. Dazu zählen unter anderem biologische Risiken (z. B. Komplikationen während der Schwangerschaft oder Geburt), Verhaltens- oder Temperamentsmerkmale des Kindes sowie familiär-häusliche Bedingungen oder das soziale Umfeld. Im Zuge des Testungen ist es wichtig, auch differentialdiagnostische Fragestellungen zu bearbeiten. Dadurch sollen biologische oder psychische Erkrankungen als Ursachen für die Probleme des Kindes ausgeschlossen werden.

### Diagnostik umschriebener Sprachentwicklungsstörungen
In der Diagnostik von Sprachentwicklungsstörungen kommen unterschiedliche Verfahren zum Einsatz. Zu Beginn des diagnostischen Prozesses ist es wichtig, sowohl neurologische als auch biologische Ursachen für die Sprachprobleme ausschließen zu können. Dazu werden sowohl entwicklungsneurologische als auch hördiagnostische Untersuchungen herangezogen. Zur Basisdiagnostik zählt ebenso die Untersuchung kognitiver Fähigkeiten mithilfe von Entwicklungs- und Intelligenztests. Gegebenenfalls kann eine logopädische oder phoniatrische Diagnostik sinnvoll sein.
Im Zuge der Untersuchungen können auch Verhaltensbeobachtungen herangezogen werden. Dabei werden beispielsweise die verbale Kommunikation, die Artikulation, Sprachverständnis, Wortschatz sowie das Kurzzeitgedächtnis des Kindes in der Interaktion beobachtet.
Ausschlussdiagnosen für umschriebene Sprachentwicklungsstörungen:
- Intelligenzminderung
- Sprachentwicklungsverzögerung infolge von Taubheit
- Tiefgreifende Entwicklungsstörung (z. B. Autismus)
- Erworbene Aphasie
- Landau-Kleffner-Syndrom
- Elektiver Mutismus[20]

### Diagnostik umschriebener Entwicklungsstörungen schulischer Fertigkeiten
Die Untersuchung von Entwicklungsstörungen schulischer Fertigkeiten ist sehr vielfältig. Es gibt einige Unterschiede hinsichtlich der Diagnostik zwischen Lese- und Rechtschreibstörungen und Rechenstörungen. Beide Störungen haben als Basis eine Intelligenztestung gemein. Während Lese- und Rechtschreibstörungen mithilfe einer Basis- sowie Zusatzdiagnostik untersucht werden, steht bei Rechenstörungen die explorative Diagnostik im Vordergrund.

#### Lese- und Rechtschreibstörungen
Die Basisdiagnostik von Lese- und Rechtschreibstörungen besteht aus standardisierten Schreib- und Lesetests sowie Intelligenztestungen. Auch entwicklungsneurologische Untersuchungen kommen zum Einsatz, um neurologische Ursachen für die Auffälligkeiten auszuschließen. Zusätzlich können Hör- und Sehtests, Aufmerksamkeitstests sowie Untersuchungen der fein- und graphomotorischen Koordination herangezogen werden.

#### Rechenstörungen
Neben der Intelligenztestung bildet die explorative Diagnostik in Kombination mit spezifischen Rechentests den Grundstock der Untersuchung von Rechenstörungen. Bei der explorativen Diagnostik werden die Schulnoten im Fach Mathematik zur Analyse herangezogen. Diese Leistungsbeurteilung wird mit den Noten in anderen Schulfächern verglichen. Auch Leistungsproben (z. B. Schularbeiten) werden untersucht.
Im Zuge der standardisierten Rechentests werden unterschiedliche mathematische Fertigkeiten untersucht. Zu diesen Fertigkeiten zählen unter anderem Zählfertigkeiten, Transkodieren (Übertragen von Zahlen in Worte), Kopfrechnen, Anwendung der Grundrechenarten etc.

### Diagnostik umschriebener Entwicklungsstörungen der motorischen Funktionen
Der diagnostische Prozess bei Entwicklungsstörungen der motorischen Funktionen umfasst eine klinisch-neurologische Untersuchung, bei der auch die motorische Koordination überprüft wird. Zusätzlich können bildgebende Verfahren (z. B. EEG) bei der neurologischen Untersuchung helfen. 
Fachärztliche orthopädische Untersuchungen können sinnvoll sein, um das Kind in seiner Bewegungskoordination zu beobachten. Ähnlich wie bei den anderen Entwicklungsstörungen ist eine Intelligenzdiagnostik auch bei motorischen Störungen notwendig.

### Testverfahren der Entwicklungsdiagnostik
Innerhalb der Entwicklungsdiagnostik unterscheidet man zwischen unterschiedlichen Arten von Entwicklungstests. 
Entwicklungsscreenings sind kurze Testverfahren, die sehr zeitsparend eine grobe Orientierung über eventuelle Auffälligkeiten des Kindes liefern sollen. Im Ergebnis wird eine einfache Klassifikation zwischen auffällig oder unauffällig vorgenommen.  
Beispiele sind: 
- Denver Entwicklungsskalen (DES)
- Erweiterte Vorsorgeuntersuchung (EVU)
- Neuropsychologisches Entwicklungsscreening (NES)

Allgemeine Entwicklungstests dienen einer differenzierten Orientierung kindlicher Entwicklung und decken dabei ein großes Spektrum ab. Die wesentlichen Bereiche beziehen sich auf: Körpermotorik, Auge-Hand-Koordination (Visuomotorik), Wahrnehmung, kognitive Entwicklung, Sprachentwicklung, emotionale Entwicklung und lebenspraktische Fertigkeiten. 
Beispiele sind:
- Entwicklungstest sechs Monate bis sechs Jahre (ET 6-6)
- Griffiths-Entwicklungsskalen (GES)
- Münchener Funktionelle Entwicklungsdiagnostik (MFED 1 & MFED 2-3)
- Wiener Entwicklungstest (WET)

Spezifische Entwicklungstests liefern Ergebnisse zu spezifischen umschriebenen Leistungsbereichen. Es geht dabei um eine psychometrische Erfassung der Entwicklung in einem dieser Bereiche (z. B. Bereich Lesen und Rechtschreiben). 
Beispiele sind:
- Motoriktest für vier- bis sechsjährige Kinder (MOT 4-6)
- Prüfung optischer Differenzierungsleistungen bei Vierjährigen (POD)
- Sprachentwicklungstests für drei- bis fünfjährige Kinder (SETK 3-5)[19]

## Komorbide Erkrankungen
Kinder mit umschriebenen Entwicklungsstörungen weisen oftmals weitere psychische Erkrankungen und Auffälligkeiten oder zusätzliche klinisch-psychiatrische Diagnosen auf. Besonders häufig kommt es vor, dass Kinder unter mehreren Entwicklungsstörungen leiden (z. B. Sprachentwicklungsstörung in Kombination mit Lese- und Rechtschreibstörung). Auch die Komorbidität mit Störungen des Sozialverhaltens ist verbreitet. Viele Betroffene zeigen Auffälligkeiten im Bereich Aufmerksamkeit (z. B. ADHS) oder weisen Anzeichen einer emotionalen Störung auf (z. B. depressive Symptome). Das klinische Bild zeigt außerdem ein häufiges gemeinsames Auftreten von Entwicklungsstörungen und sekundärer Enuresis.

## Therapie und Behandlung
Es gibt viele unterschiedliche Therapieformen, die Kindern mit umschriebenen Entwicklungsstörungen helfen können. Welche Art der Behandlung sinnvoll ist, ist abhängig davon, in welchem Bereich die Störung vorliegt und wie stark die Einschränkungen sind.
Folgende Maßnahmen werden zur Behandlung von umschriebenen Entwicklungsstörungen angewandt:
- Logopädie
- Ergotherapie
- Physiotherapie
- Heilpädagogik
- Psychotherapie / psychologische Behandlung
- Motopädie (Wechselwirkung zwischen Körper und Psyche)
- Graphomotorik (feinmotorische Übungen)
- Lese-, Rechtschreib- und Rechenförderung[15]

Trotz der vielen unterschiedlichen Behandlungsmöglichkeiten gibt es störungs- und behandlungsübergreifende Ziele und Grundsätze in der Therapie von Entwicklungsstörungen. Diese Ziele beziehen sich auf:
- Die Behandlung und Verminderung der primären Funktionsstörung (z. B. Verbesserung der Sprache oder Reduzierung von Rechtschreibfehlern)
- Die Reduktion der sekundären psychischen Begleiterscheinungen (z. B. Versagensängste in der Schule oder anderweitige psychische Belastungen, die durch die Entwicklungsstörung begründet sind)
- Den Erwerb von Bewältigungsstrategien (z. B. Gebrauch von Lexika bei Rechtschreibstörungen)
- Die soziale Integration (z. B. Nachteilsausgleich bei Legasthenie, Eingliederungshilfe)[16]

### Therapie und Behandlung bei Sprachentwicklungsstörungen
Die Logopädie ist die vorherrschende Therapieform bei Sprachentwicklungsstörungen. Im Zuge dieser Behandlungsform lernen die Kinder, sich besser zu verständigen und Kommunikationsbarrieren zu beseitigen, die aufgrund der Sprachfehler entstehen. Die Therapieziele beziehen sich auf die Verbesserung von Aussprache, Atmung und Stimmbildung. Weiters soll der Wortschatz erweitert und die Grammatik verbessert werden. Auch die Sprachwahrnehmung wird geschult, indem z. B. geübt wird, gewisse Laute zu unterscheiden. Bei Kindern findet die Therapie meist im Einzelsetting statt. Die Sitzungen werden dabei spielerisch gestaltet, sodass die Maßnahmen von den Kindern nicht als anstrengend empfunden werden.
Neben der logopädischen Sprachtherapie kommt den Eltern in der Behandlung von Sprachstörungen eine zentrale Rolle zu. Die Eltern sollten sich bemühen, möglichst oft Gespräche mit dem Kind zu führen, ihm etwas vorzulesen oder vorzusingen. Das Kind soll dadurch auch außerhalb der Therapiesitzungen gefördert werden. Es ist daher wichtig, die Eltern in die Therapie miteinzubeziehen.

### Therapie und Behandlung bei Störungen schulischer Fertigkeiten
Bei Entwicklungsstörungen der schulischen Fertigkeiten ist es wichtig, die Kinder in der Schule pädagogisch zu unterstützen. Eltern, Lehrer und Schulpsychologen beraten sich darüber, wie das Kind in der Schule am besten gefördert werden kann. Zudem werden die Einschränkungen des Kindes im Zuge des Nachteilsausgleichs bei Prüfungen und in der Leistungsbeurteilung berücksichtigt. Mithilfe einer integrativen Lerntherapie werden die Kinder auch außerhalb der Schule gefördert. Im Zuge dessen bekommen die Kinder Lese-, Rechtschreib- und Rechenübungen im Einzelsetting oder in Kleingruppen. Dafür gibt es spezielle lerntherapeutische Praxen. Auch heilpädagogische und ergotherapeutische Praxen bieten Lerntherapien an. Bei Störungen schulischer Fertigkeiten ist es ebenso essentiell, die Eltern in den Therapieprozess miteinzubinden. Sie sollen angeregt werden, ihr Kind auch zuhause zu unterstützen.

### Therapie und Behandlung bei Störungen motorischer Funktionen
Entwicklungsstörungen motorischer Funktionen werden hauptsächlich von Ergo- und Physiotherapeuten sowie Bewegungspädagogen oder Motopäden behandelt.
In der Ergotherapie werden die Kinder bei Alltagstätigkeiten unterstützt. Im Vordergrund können stehen: Malen und Schreiben, der Umgang mit der Schere, eigenständiges Anziehen und Schuhe binden oder andere Freizeitaktivitäten wie Fahrrad fahren. Ziel ist es, den Kindern zu lernen, diese Tätigkeiten richtig und selbstständig auszuführen.
Ziel der Motopädie und Psychomotoriktherapie ist es, Bewegungsfunktionen der Kinder zu verbessern. Dazu werden medizinisch-psychologische sowie pädagogische Erkenntnisse verknüpft. In der Therapie sollen nicht nur die motorischen Fertigkeiten der Kinder erweitert werden, sondern auch psychischen Begleitsymptomen begegnet werden.
Bei grobmotorischen Problemen der Kinder kommt die Physiotherapie zum Einsatz. Dadurch sollen sowohl die Mobilität im Alltag als auch die Gleichgewichtsfunktion verbessert werden. Oftmals überlappen sich die Therapien in ihren Tätigkeiten und Behandlungsansätzen. Aus diesem Grund ist es wichtig, die einzelnen Therapien aufeinander abzustimmen und bestimmte Therapieziele festzulegen.

### Ergänzende Behandlungen
Zusätzlich zur Behandlung der primären Funktionsstörungen können weitere Therapien sinnvoll sein. Vor allem bei komorbiden Erkrankungen (z. B. ADHS, depressive Symptome, Anpassungsstörungen etc.) werden die Kinder zusätzlich psychologisch und/oder psychotherapeutisch unterstützt. Auch die Förderung der Persönlichkeitsentwicklung kann im psychotherapeutischen Kontext bearbeitet werden. Mit den Kindern wird unter anderem auch psychoedukativ gearbeitet, d. h. sie werden mit der Diagnose einer Entwicklungsstörung und deren Folgen vertraut gemacht.